# Roman Schmid (Politiker, 1969)
Roman Schmid (* 25. September 1969 in Wien) ist ein österreichischer Politiker der Freiheitlichen Partei Österreichs (FPÖ). Am 24. Jänner 2019 wurde er erstmals als Abgeordneter zum Wiener Landtag und Mitglied des Wiener Gemeinderates angelobt, dem er bis zum 24. November 2020 angehörte. Seit dem 10. Juni 2025 ist er erneut Landtagsabgeordneter und Gemeinderat.

## Leben

### Ausbildung und Beruf
Roman Schmid besuchte nach der Volksschule und der Integrierten Gesamtschule in Wien den kaufmännischen Zweig der Höheren Bundeslehr- und Versuchsanstalt für Textilindustrie. Nach dem Grundwehrdienst begann er Studium der Rechtswissenschaften an der Universität Wien. Roman Schmid ist selbständig im Sport- und Eventmanagement tätig.

### Politik
Seine politische Karriere begann er 2005 als Bezirksrat in Wien-Liesing, von 2010 bis 2015 war er Klubobmann der FPÖ-Liesing. Nach der Bezirksvertretungswahl in Wien 2015 wurde er im November 2015 zum Bezirksvorsteher-Stellvertreter in Liesing gewählt, von September 2016 bis September 2017 war er außerdem geschäftsführender Bezirksparteiobmann der FPÖ-Liesing, als deren Obmann er seit 2017 fungiert.
Am 24. Jänner 2019 wurde er als Nachfolger von Wolfgang Jung in der 20. Wahlperiode als Abgeordneter zum Wiener Landtag und Gemeinderat angelobt, wo er Mitglied im Ständigen Ausschuss ist. Bei der Landtags- und Gemeinderatswahl in Wien 2020 kandidierte er auf dem 15. Listenplatz der FPÖ-Landesliste. Nach der Wahl schied er mit 24. November 2020 aus dem Landtag aus.
Nach der Landtags- und Gemeinderatswahl in Wien 2025 wurde er in der konstituierenden Sitzung der 22. Wahlperiode am 10. Juni 2025 erneut als Abgeordneter zum Wiener Landtag und Gemeinderat angelobt.